# Von Bose

Familiewapen van Von Bose

Von Bose is een Nederlands, van oorsprong Saksisch geslacht, waarvan leden sinds 1903 behoren tot de Nederlandse adel.

## Geschiedenis
De stamreeks begint met Heindericus Boz die van 1307-1321 wordt vermeld.
Bij diploma van 23 mei 1715 werd Carl Gottfried von Bose verheven in de rijksgravenstand. Bij diploma van 6 april 1880 werd Johannes Bose verheven in de Pruisische gravenstand met de titel van graaf bij eerstgeboorte.
Bij Koninklijk Besluit van 22 december 1903 werd Carl Moritz Emil Robert Cornelius von Bose (1852-1926) ingelijfd in de Nederlandse adel.